# Rivière de la Petite Hache
La rivière de la Petite Hache est un affluent de la rivière à la Hache (bassin versant de la rivière Shipshaw) via le lac de la Petite Hache, coulant sur la rive Nord-Ouest du fleuve Saint-Laurent, dans le territoire non organisé du Mont-Valin, dans la municipalité régionale de comté de Le Fjord-du-Saguenay, dans la région administrative de Saguenay-Lac-Saint-Jean, dans la Province de Québec, au Canada.
Le bassin versant de la rivière de la Petite Hache est desservie par quelques routes forestières pour les besoins de la foresterie et des activités récréotouristiques,,.
La foresterie constitue la principale activité économique du secteur ; les activités récréotouristiques, en second.
La surface de la rivière de la Petite Hache est habituellement gelée de la fin novembre au début avril, toutefois la circulation sécuritaire sur la glace se fait généralement de la mi-décembre à la fin mars.

## Géographie
La rivière de la Petite Hache prend sa source du lac du Bois Sec (longueur : 8,4 km ; altitude : 673 m), dans le territoire non organisé de Mont-Valin. Ce lac comporte la Branche de l’Ouest (drainant le lac Braconnier), la Branche du milieu (drainant un ensemble de lacs dont le lac Pauvre) et la Branche de l’Est (drainant un ensemble de lacs dont le lac Nicole). L’embouchure du lac du Bois Sec est située à :
- 2,2 km au Sud-Est de l’embouchure de la rivière de la Petite Hache ;
- 2,8 km au Sud-Ouest du cours de la rivière à la Petite Hache ;
- 12,8 km au Nord-Est du barrage à l’embouchure du lac Onatchiway (lequel est traversé vers le Sud par la rivière Shipshaw) ;
- 19,2 km au Nord-Ouest d’une baie du lac Moncouche ;
- 11,1 km au Nord-Est de l’embouchure de la rivière de la Tête Blanche (confluence avec la rivière Shipshaw[2],[5].

À partir du lac de tête, la rivière de la Petite Hache coule sur 3,5 km, entièrement en zone forestière, selon les segments suivants :
- 2,5 km vers le Nord en traversant la partie Sud-Est du lac Hornibrook (longueur : km ; altitude : 668 m), en formant un crochet sur 0,2 km vers le Nord-Est, jusqu’à son embouchure ;
- 1,0 km vers le Nord-Ouest notamment en traversant un petit lac non identifié (altitude : 661 m), jusqu’à l’embouchure de la rivière[2].

L'embouchure de la rivière de la Petite Hache est située à :
- 1,5 km au Sud-Est de la rive Sud du lac Desmeules lequel est traversé par la rivière à la Hache ;
- 10,8 km au Nord-Est de l’embouchure de la rivière de la Tête Blanche ;
- 60,5 km au Nord de l’embouchure de la rivière Shipshaw ;
- 44,0 km au Sud-Est du barrage à l’embouchure du lac Pamouscachiou ;
- 19,3 km au Nord-Est de l'embouchure du lac La Mothe lequel est traversé par la rivière Shipshaw ;
- 59,8 km au Nord du centre-ville de Saguenay[2],[6]

À partir de l’embouchure de la rivière de la Petite Hache, le courant traverse sur 1,6 km vers le Nord le lac de la Petite Hache, un affluent de la rive Sud du lac Desmeules.

## Toponymie
Les toponymes rivière à la Hache et « rivière de la Petite Hache » sont liés, faisant partie du même bassin versant.
Le toponyme de « rivière de la Petite Hache » a été officialisé le 25 juin 1987 à la Banque des noms de lieux de la Commission de toponymie du Québec.